# 罗迪卡·谢尔班
罗迪卡·谢尔班（羅馬尼亞語：Rodica Șerban，1983年5月26日—），旧姓弗洛雷亚（Florea），罗马尼亚女子赛艇运动员。她曾代表罗马尼亚参加2004年和2008年夏季奥林匹克运动会赛艇比赛，获得一枚金牌和一枚铜牌。